# Cyclosa simoni
Cyclosa simoni là một loài nhện trong họ Araneidae.
Loài này thuộc chi Cyclosa. Cyclosa simoni được Benoy Krishna Tikader miêu tả năm 1982.